# Clin d'œil (magazine)
Pour les articles homonymes, voir Clin d'œil (homonymie).
Clin d’œil est un magazine québécois traitant de la mode. De parution mensuelle, il est édité par TVA Publications, une filière de Québecor Média. Ce magazine possède un tirage annuel de 745 632, ce qui correspond à près de 7 % du tirage total de tous les magazines publié par Québecor Média.

## Historique
Créé en 1980 par Jean Lessard, le nom du magazine est inspiré à son fondateur par une œillade faite par une employée[réf. nécessaire] du magasin new-yorkais Bloomingdale’s.
Au cours des années, le magazine a été dirigé par des personnalités telles Catherine Élie, Danielle Paquin, Marie-José Desmarais, Dominique Bertrand, Sandra Cliche, Jocelyne Morissette et Jean-Yves Girard.
En 2008, le magazine a frôlé le million de lecteurs[source insuffisante].
En avril 2009, le magazine son site internet.
En plus de 20 ans[Quand ?], Clin d’œil a produit 244 numéros et mis sur le marché 18 millions d’exemplaires[réf. souhaitée].
Le magazine crée le concours[Quand ?] « Devenez mannequin professionnel », qui fait ressortir des mannequins telles Audrey Benoît, Nathalie Sanschagrin, Ève Salvail, Shalom Harlow, Marie-Ève Warren et Yasmeen Ghauri.

## Administration

### Directrices et directeurs de la publicationClin d’œil
| NOM                   | Date d’entrée en fonctions | Date de cessation de fonctions                  |
| --------------------- | -------------------------- | ----------------------------------------------- |
| Catherine Élie        | 1985                       | 1985                                            |
| Danielle Paquin       | 1985                       | 1987                                            |
| Marie-Josée Desmarais | 1988                       | 1992                                            |
| Dominique Bertrand    | 1992                       | 1997                                            |
| Sandra Cliche         | 1997                       | 1999                                            |
| Jocelyne Morissette   | 2000                       | 2000                                            |
| Jean-Yves Girard      | Mai 2000                   | Juin 2001                                       |
| Linda Priestley       | Juin 2001                  | Octobre 2001                                    |
| Mitsou                | Octobre 2001               | Septembre 2003 (devenue directrice de bannière) |
| Michèle Coulombe      | Septembre 2003             | Mai 2011                                        |

## Philanthropie
Depuis l'année 2006, le magazine Clin d’œil s'implique auprès de la cause du cancer du sein en collaboration avec La Fondation du Cancer du Sein du Québec. À chaque édition du mois d'octobre, le magazine propose un numéro consacré à cette maladie. En cinq ans, le magazine a permis d'amasser plus de 346 000 $.